# Baro Paya
Baro Paya is een bestuurslaag in het regentschap Aceh Barat van de provincie Atjeh, Indonesië. Baro Paya telt 445 inwoners (volkstelling 2010).